# Роща (Тамбовская область)
Роща — деревня в Тамбовском районе Тамбовской области России. 
Входит в Комсомольский сельсовет.

## География
Расположена на реке Челновая, в 15 км к западу от центра города Тамбова, на железной дороге Тамбов — Мичуринск — Липецк. В 3 км к востоку находится центр сельсовета, посёлок совхоза «Комсомолец», к северу — деревня Малиновка 2-я и село Селезни соседнего Челнавского сельсовета.

## Население
| 2002 | 2010 |
| ---- | ---- |
| 253  | ↘243 |

Согласно результатам переписи 2002 года, в национальной структуре населения русские составляли 99 % от жителей.